# زیمورنیتسا
زیمورنیتسا (به بلغاری: Zimornitsa) یک منطقهٔ مسکونی در بلغارستان است که در شهرستان کروموفگراد واقع شده‌است.